# 메테 마리 아스트루프
메테 마리 아스트루프(덴마크어: Mette Marie Astrup, 1760년 4월 25일 ~ 1834년 2월 16일)는 덴마크의 연극 배우이다.
덴마크 왕립극장에서 운반인으로 근무하던 스벤 안데르센 아스트루프(Sven Andersen Astrup)의 딸로 태어났다. 1772년부터 1823년까지 연극 배우로 활동했다.